# Sauro Dalle Mura
Sauro Dalle Mura (Carrara, 24 novembre 1926 – Carrara, 21 maggio 2017) è stato un politico italiano, sindaco di Carrara e senatore per il Partito Socialista nella VII legislatura.

## Biografia e attività politica
Partigiano, nel dopoguerra lavora per l'INPS a Carrara. Eletto sindaco nel 1967 con i voti del Partito Comunista, Socialista e Socialdemocratico, mantiene la carica fino al 1976, quando si dimette per partecipare alle elezioni politiche. Risulta eletto con 18 378 voti nel collegio di Massa-Carrara.
In Senato ricopre gli incarichi di segretario della XI Commissione permanente e membro della Giunta per gli affari delle Comunità Europee. Alla scadenza della legislatura, il partito decide di non ricandidarlo.
Muore nel 2017, a 90 anni, a Carrara.